# Rotamanual
Ein Rotamanual ist das Protokollbuch eines Rotanotars.
Der Rotanotar trug in das Rotamanual alle Vorgänge ein, die mit den Verfahren zu tun hatten, die vor dem Auditor causarum sacri palatii, dem Rotarichter, anhängig waren, mit dem er zusammenarbeitete, und die dieser ihm zur Bearbeitung zugewiesen hatte. Die Einträge erfolgten chronologisch, nicht im sachlichen Zusammenhang der jeweiligen causa. Allerdings konnte ein Notar eine Zusammenstellung aller einen bestimmten Prozess betreffenden Schriftstücke anlegen, die dann einer Prozeßpartei ausgehändigt wurden und daher im Rotarchiv nicht überliefert sind. Urteile wurden im Manual nicht verzeichnet.
Im Archiv der Sacra Romana Rota beginnt die Serie der Manualia mit dem Jahr 1464, bis 1517, dem Jahr von Luthers Thesenanschlag, sind 113 Bände erhalten. Für die Jahre von 1433 bis 1439 sind  drei Manualien erhalten, die Notare des vom Basler Konzil 1432 nach dem Vorbild der römischen Rota eingerichteten Gerichts angelegt haben.